# Huevo del yate imperial Standart
El huevo del yate imperial Standart es un huevo de Pascua joya fabricado bajo la supervisión del joyero ruso Peter Carl Fabergé en 1909 para el zar Nicolás II de Rusia. Fue presentado por Nicolás II como regalo de Pascua a su esposa, la zarina Alejandra Fiodorovna. Actualmente se encuentra en el Museo de la Armería del Kremlin en Moscú, y es uno de los pocos huevos imperiales de Fabergé que nunca se vendieron después de la Revolución Rusa.

## Diseño
Es un huevo transparente de cristal de roca, hueco y montado horizontalmente, con una banda dorada con hojas de esmalte verde incrustadas y pequeños diamantes que marcan el punto de separación entre las mitades superior e inferior, que lleva la inscripción "Standart 1909". Un águila coronada de lapislázuli está posada a cada lado del huevo y una gran perla en forma de pera cuelga de cada una. La peana consta de dos delfines heráldicos de lapislázuli con colas entrelazadas, alzados sobre un soporte circular adornado con matices clásicos, hecho de oro, perlas y esmalte.

## Sorpresa
La sorpresa es una réplica dorada del yate Imperial, el Standart, realizada en oro y platino, y recubierta de esmalte vítreo. La maqueta descansa sobre un lecho de cristal tallado que representa el océano, pero se puede sacar del huevo.

## Historia
El Standart de 5.500 toneladas fue encargado por el zar Alejandro III en Copenhague. Fue botado en 1895 y tenía 116 metros de eslora, lo que lo convertía en el yate más grande del mundo en ese momento. Equipado con lujosos accesorios ornamentados, incluidos paneles de caoba, candelabros de cristal, baños con grifería de oro y otras comodidades (incluido un establo con una vaca para proporcionar leche fresca a los niños imperiales), era un palacio flotante para la familia imperial rusa durante sus vacaciones en el Mar Báltico. La Familia Imperial Rusa estaba de vacaciones en el gran yate de recreo durante el verano de 1914, cuando recibieron la noticia del asesinato del Archiduque Francisco Fernando, en Sarajevo, marcando el inicio de la Primera Guerra Mundial.